# 트윗픽
트윗픽(TwitPic)은 사용자들이 트위터 마이크로블로그 서비스에 사진을 게시할 수 있도록 하는 웹사이트이자 모바일 앱이었다. 당시 트윗픽이 만들어질 무렵에는 트위터에 직접 사진을 게시할 수 없었다. 트윗픽은 종종 시민기자들이 이벤트가 진행되는 동안 거의 실시간으로 사진을 업로드하고 배포하는 데 사용되었다.

## 역사
트윗픽은 2009년 노아 에버렛에 의해 출시되었다.
믹서기와의 인터뷰에서 에버렛은 그의 회사에 1,000만 달러 규모의 제안이 들어왔지만 거절했다고 밝혔다. 2011년 에버렛은 텍스트 게시물과 비디오도 지원하지만 트위터에 대한 의존도가 낮은 서비스인 Heello를 출시했다.
트윗픽의 첫 앱은 2012년 5월 7일에 출시되었다.
2011년 중반부터 트위터 사용자들은 트위터 자체에 직접 사진을 업로드할 수 있게 되어 트윗픽과 같은 서비스를 사용할 필요성이 줄어들었다.
2014년 9월 4일, 트윗픽은 사용량 급감과 트위터의 상표권 침해 위협(트위터가 "TwitPic" 상표 등록 신청을 철회하지 않으면 서비스의 API 접근을 취소하겠다고 위협함)으로 인해 2014년 9월 25일에 서비스를 종료한다고 발표했다. 그러나 얼마 지나지 않아 2014년 9월 18일, 트윗픽은 정체불명의 회사에 인수되었다고 발표하며 서비스를 종료하지 않을 것이라고 밝혔다. 하지만 다음 달 트윗픽은 거래가 무산되었으며 2014년 10월 25일에 서비스를 종료할 것이라고 발표했다. 2014년 10월 25일, 트윗픽은 트윗픽 도메인과 사진 아카이브를 트위터에 넘겨주기로 합의했다고 발표했다.

## 설명
트윗픽은 플리커와 유사한 이미지 호스팅 웹사이트로 트위터와 독립적으로 사용될 수 있었다. 그러나 몇 가지 특징으로 인해 이 사이트는 트위터의 동반자가 되었다.
- 트윗픽은 트위터의 사용자 이름과 비밀번호를 사용한다.
- 사진에 대한 댓글은 답장 트윗으로 전송된다.
- 트윗픽 URL은 이미 짧아서 URL 단축이 불필요하다.

트위터 계정이 있는 사람이라면 누구나 사이트에 사진을 게시할 수 있었다. 2011년 05월 기준, 트윗픽은 이용 약관을 변경하여 사람들이 업로드한 사진을 "제휴사"에 배포할 수 있도록 했다. 그러나 트윗픽은 이 제휴사가 누구인지, 사진을 배포하여 무엇을 얻는지 밝히기를 거부했다. 이로 인해 트윗픽이 보상 없이 사용자 콘텐츠를 게시할 가능성에 대해 사용자들이 공개적으로 문의하는 사태가 발생했다. 그 결과, 사람들은 트윗픽 불매 운동을 시작하고 모든 이미지를 삭제했다. 트윗픽은 블로그 게시물을 통해 이러한 우려를 해명하며, 약관 변경이 오해되었다고 주장했다.

## 관련 앱
트윗덱, 이코폰, 트위티, 트윗파일, 그리고 트위테리픽은 트윗픽에 사진을 업로드할 수 있는 아이폰 애플리케이션이었다.

우버트위터, 오픈비크, 트위터 포 블랙베리는 트윗픽에 이미지를 업로드할 수 있는 블랙베리 애플리케이션이었다. 웹OS 폰은 Tweed 애플리케이션을 사용하여 트윗픽에 이미지를 업로드할 수 있었다. 안드로이드 폰은 Twidroid 및 Seesmic 애플리케이션으로 트윗픽에 사진을 업로드할 수 있었다. 윈도우 폰 장치는 TouchTwit 애플리케이션으로 트윗픽에 사진을 업로드할 수 있었다. 모든 INQ 휴대폰은 휴대폰의 소셜 네트워크 특성으로 인해 사진을 찍은 직후 업로드할 수 있었다.
공식 트위터 포 안드로이드와 트위터 포 아이폰 애플리케이션 모두 트윗픽을 트위터에 사진을 전송하는 옵션으로 제공했다. (와이프로그는 두 애플리케이션에서 제공하는 또 다른 인기 있는 사진 전송 옵션이었다.)
Sysomos 보고서에 따르면 2011년 5월 30일 기준 트윗픽은 트위터의 주요 타사 이미지 호스팅 서비스였다. 트위터에서 매일 공유되는 거의 225만 장의 이미지 중 45.7%가 트윗픽에서 나왔다. 트위터는 2011년 6월 1일 포토버킷과 기본 사진 공유 애플리케이션이 되기 위한 파트너십을 발표했는데, 이는 트윗픽의 시장 점유율에 상당한 영향을 미칠 수 있었다.

## 미디어
2009년 1월, US 에어웨이스 1549편은 뉴욕의 라과디아 공항 이륙 후 여러 차례 조류 충돌을 겪고 허드슨강에 수상 착륙해야 했다. 구조에 나선 페리 승객 중 한 명인 재니스 크럼스는 승객들이 대피하는 동안 추락한 비행기 사진을 찍어 전통 미디어가 현장에 도착하기 전에 트윗픽을 통해 트윗했다. 수천 명이 동시에 사진에 접속하려 하면서 트윗픽 서비스가 중단되었다.
트윗픽은 2009년 4월 1일에도 런던 G20 시위에서 게시된 수많은 사진(및 이 사진들을 보는 사람들) 때문에 중단되었다.

## 같이 보기
- 와이프로그